# サーブ・9-7X
9-7X (ナイン・セブン・エックス)は、GMが製造、サーブが販売していた自動車である。

## 概要
2004年4月に開催されたニューヨーク国際自動車ショーで発表された。